# Miguel Riffo
Miguel Augusto Riffo Garay (Santiago, Chile, 21 de junio de 1981) es un exfutbolista y entrenador chileno. 
Jugó de defensa, y pasó casi toda su carrera por Colo-Colo, destacándose como unos de los mejores defensas que ha surgido de la cantera alba. Fue internacional con la selección de fútbol de Chile. 
Actualmente se desempeña como jefe técnico de las divisiones menores de Curicó Unido.

## Trayectoria

### Como jugador
Proviene de las divisiones inferiores Colo-Colo, debutando en un partido de la Primera división chilena el 28 de abril de 2001, frente a Unión San Felipe que acabó en triunfo 4-1 por la Fecha 7 de ese torneo.
Es un central técnicamente muy dotado, certero en el juego aéreo y criterioso con el balón en los pies. Un defensa que sale jugando al estilo Lizardo Garrido, ha tenido buenas temporadas en Colo-Colo y ha sido destacado por el técnico Claudio Borghi.
A pesar de su malformación congénita (pie equinovaro) se alzó como uno de los mejores defensores del campeonato chileno en las temporadas 2006 y 2007, convirtiéndose en parte de la columna vertebral del Colo-Colo de Claudio Borghi.
A comienzos de 2011 se le rescinde el contrato en el club albo y recala en Santiago Morning. En el 2012 toma la decisión del retiro al no poder trabajar a la par con sus compañeros y hacer constante trabajo diferenciado. 

### Como entrenador
El año 2012 comienza una nueva etapa en su carrera en el fútbol como entrenador en las divisiones inferiores de Colo Colo. Sus buenos antecedentes lo llevaron a convertirse en ayudante técnico de Héctor Tapia en Colo-Colo desde octubre de 2013 hasta julio de 2015. En octubre de 2015 es anunciado como nuevo entrenador de Unión La Calera de la Primera División Chilena. Tras una irregular campaña, en febrero de 2016 fue despedido de su cargo. En febrero de 2018, es oficializado como nuevo entrenador de Deportes Iquique de la Primera división, en reemplazo de Erick Guerrero. Luego de una discreta campaña a nivel local, fue cesado de su cargo en octubre de 2018.
Volvió a trabajar con Héctor Tapia en Deportes Antofagasta y Coquimbo Unido, equipo en que se coronaron como campeones de Primera B durante el año 2021. En diciembre de 2022 fue anunciado como nuevo gerente del fútbol formativo y femenino de Curicó Unido. El 25 de septiembre de 2023, es anunciado como entrenador del primer equipo en forma interina, tras la renuncia de Juan José Ribera.

## Selección nacional
Fue parte del equipo chileno sub-23 que disputó el Preolímpico Sub-23 Chile 2004
Debido a su buen rendimiento fue convocado a la Selección de fútbol de Chile por Nelson Acosta para un amistoso ante Argentina y para  la Copa América 2007, realizada en Venezuela, además fue titular en la primera etapa de la selección de Marcelo Bielsa convocado en 6 partidos entre amistoso y eliminatorias para mundial Sudáfrica. Después del 2007 Marcelo Bielsa no volvió a convocarlo. En total jugo 9 partidos.

### Participaciones en Copa América
| Copa              | Sede      | Resultado        | PJ | Goles |
| ----------------- | --------- | ---------------- | -- | ----- |
| Copa América 2007 | Venezuela | Cuartos de final | 2  | 0     |

### Participaciones en Clasificatorias a Copas del Mundo
| Eliminatorias                | País      | Resultado   | Posición | PJ | Goles |
| ---------------------------- | --------- | ----------- | -------- | -- | ----- |
| Eliminatorias Sudáfrica 2010 | Sudáfrica | Clasificado | 2º       | 4  | 0     |

## Estadísticas

### Como jugador
| Club                     | Temporada           | Liga  | Liga  | Copas nacionales | Copas nacionales | Torneos internacionales | Torneos internacionales | Total | Total |
| Club                     | Temporada           | Part. | Goles | Part.            | Goles            | Part.                   | Goles                   | Part. | Goles |
| ------------------------ | ------------------- | ----- | ----- | ---------------- | ---------------- | ----------------------- | ----------------------- | ----- | ----- |
| Colo-Colo · Chile        | 2001                | 15    | 0     | -                | -                | 6                       | 0                       | 21    | 0     |
| Colo-Colo · Chile        | 2002                | 16    | 0     | -                | -                | -                       | -                       | 16    | 0     |
| Colo-Colo · Chile        | 2003                | 33    | 2     | -                | -                | 1                       | 0                       | 34    | 2     |
| Colo-Colo · Chile        | 2004                | 18    | 2     | 4                | 0                | 4                       | 0                       | 26    | 2     |
| Colo-Colo · Chile        | 2005                | 10    | 0     | -                | -                | 2                       | 0                       | 12    | 0     |
| Colo-Colo · Chile        | 2006                | 25    | 2     | -                | -                | 9                       | 0                       | 34    | 2     |
| Colo-Colo · Chile        | 2007                | 34    | 2     | -                | -                | 11                      | 0                       | 45    | 2     |
| Colo-Colo · Chile        | 2008                | 30    | 0     | 1                | 0                | 2                       | 0                       | 33    | 0     |
| Colo-Colo · Chile        | 2009                | 19    | 2     | -                | -                | 3                       | 0                       | 22    | 2     |
| Colo-Colo · Chile        | 2010                | 13    | 0     | 2                | 1                | 4                       | 0                       | 19    | 1     |
| Colo-Colo · Chile        | Total               | 213   | 10    | 7                | 1                | 42                      | 0                       | 262   | 11    |
| Santiago Morning · Chile | 2011                | 30    | 4     | 2                | 0                | -                       | -                       | 32    | 4     |
| Santiago Morning · Chile | Total               | 30    | 4     | 2                | 0                | 0                       | 0                       | 32    | 4     |
| Total en su carrera      | Total en su carrera | 243   | 14    | 9                | 1                | 42                      | 0                       | 294   | 15    |

### Como entrenador
| Club                 | País                 | Año                  | PJ | PG | PE | PP | EF%    |
| -------------------- | -------------------- | -------------------- | -- | -- | -- | -- | ------ |
| Unión La Calera      | Chile                | 2015-2016            | 12 | 3  | 3  | 6  | 33.33% |
| Deportes Iquique     | Chile                | 2018                 | 23 | 6  | 9  | 8  | 39.13% |
| Curicó Unido         | Chile                | 2023                 | 6  | 0  | 2  | 4  | 11.11% |
| Curicó Unido         | Chile                | 2024                 | 3  | 2  | 1  | 0  | 77.78% |
| Total en sus equipos | Total en sus equipos | Total en sus equipos | 44 | 11 | 15 | 18 | 36.36% |

## Palmarés

### Como jugador

#### Campeonatos nacionales
| Título           | Club      | País  | Año    |
| ---------------- | --------- | ----- | ------ |
| Primera División | Colo-Colo | Chile | 2002-C |
| Primera División | Colo-Colo | Chile | 2006-A |
| Primera División | Colo-Colo | Chile | 2006-C |
| Primera División | Colo-Colo | Chile | 2007-A |
| Primera División | Colo-Colo | Chile | 2007-C |
| Primera División | Colo-Colo | Chile | 2008-C |
| Primera División | Colo-Colo | Chile | 2009-C |

#### Distinciones individuales
| Distinción                                              | Año  |
| ------------------------------------------------------- | ---- |
| Parte del Equipo Ideal de la Revista "El Gráfico" Chile | 2007 |

### Como entrenador

#### Campeonatos nacionales
| Título              | Club      | País  | Año           |
| ------------------- | --------- | ----- | ------------- |
| Fútbol Joven Sub-14 | Colo-Colo | Chile | Clausura 2012 |
| Fútbol Joven Sub-15 | Colo-Colo | Chile | Apertura 2013 |
| Primera División    | Colo-Colo | Chile | Clausura 2014 |